# ای‌تی اند تی موبیلیتی

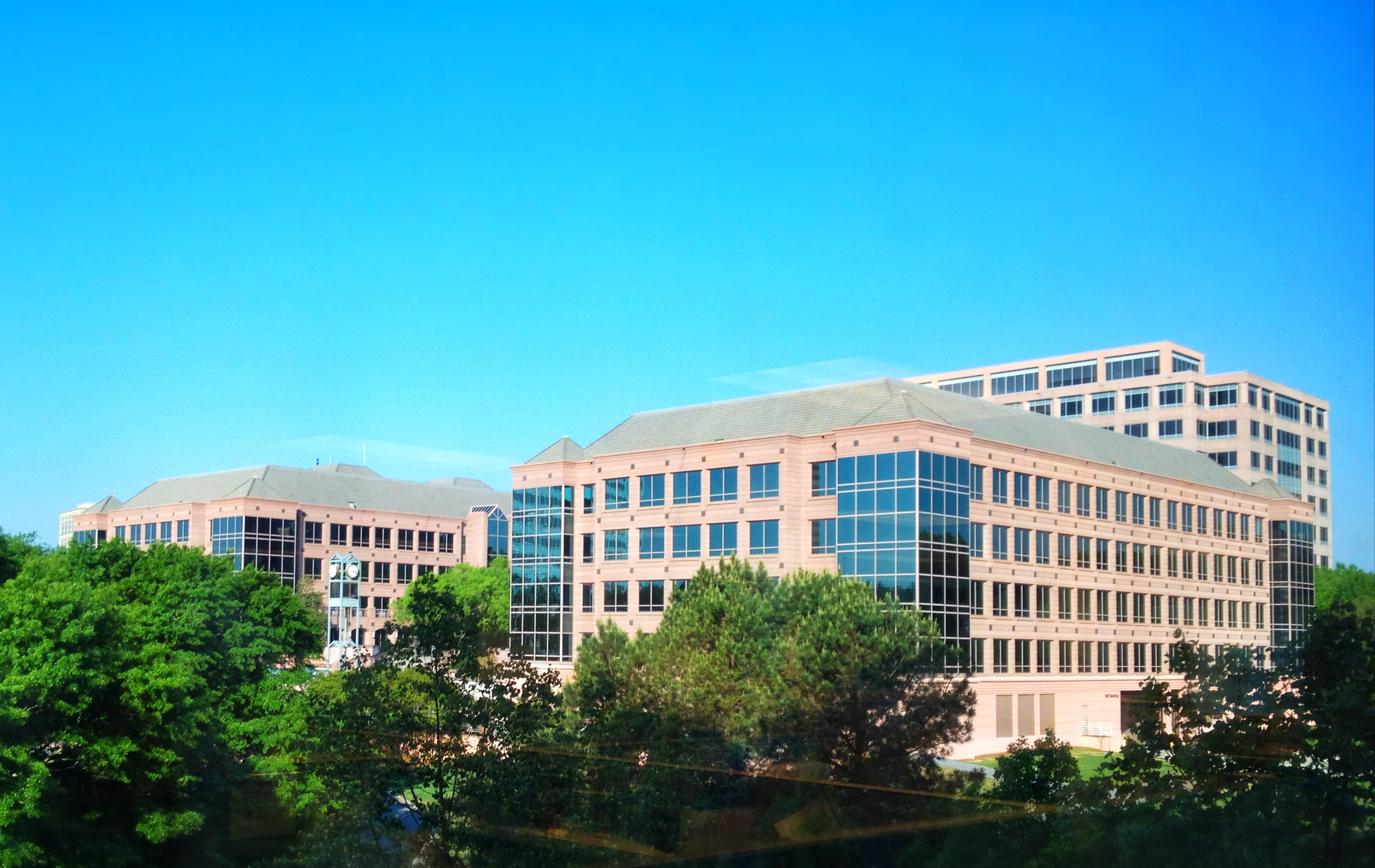
ساختمان مرکزی

ای‌تی اند تی موبیلیتی، (به انگلیسی: AT&T Mobility) شرکت مخابرات آمریکایی است، که به‌عنوان شرکت تابعه‌ای از شرکت ای‌تی اند تی، مدیریت شبکه تلفن همراه، مخابرات بی‌سیم و شبکه‌های بی‌سیم پهن‌باند شرکت ای‌تی اند تی را برعهده دارد.
شرکت ای‌تی اند تی موبیلیتی در سال ۲۰۰۰ از مشارکت شرکت‌های بل‌ساوت و ارتباطات اس‌بی‌سی، تحت نام سینگولار وایرلس، راه‌اندازی شد. در سال ۲۰۰۶ پس از تغییر نام اس‌بی‌سی به ای‌تی اند تی، سپس خریداری کلیه سهام بل‌ساوت توسط ای‌تی اند تی، نام این شرکت نیز به فرم کنونی تغییر پیدا کرد.
این شرکت در حال حاضر با در اختیار داشتن بیش از ۱۱۱٫۵ میلیون مشترک تلفن همراه، بزرگترین اپراتور موبایل در ایالات متحده به‌شمار می‌آید. 
دفتر مرکزی این شرکت در شهر بروک هاون، جورجیا، ایالات متحده آمریکا قرار دارد.